# 卡里 (伊利諾伊州)
卡里（英語：Cary）是位於美國伊利諾伊州麥克亨利縣的一個村落。

## 地理
卡里的座標為42°12′51″N 88°14′54″W / 42.21417°N 88.24833°W，而該地最高點為海拔高度251米（即823英尺）。

## 人口
根據2010年美國人口普查的數據，卡里的面積為16.30平方千米，當中陸地面積為16.10平方千米，而水域面積為0.20平方千米。當地共有人口1077人，而人口密度為每平方千米66人。